# Новая Калфа
Новая Калфа, Калфа Ноуэ (рум. Calfa Nouă) — село в Новоаненском районе Молдавии. Наряду с селом Калфа входит в состав коммуны Калфа.

## География
Село расположено на высоте 20 метров над уровнем моря.

## Население
По данным переписи населения 2004 года, в селе Новая Калфа проживает 197 человек (99 мужчин, 98 женщин).
Этнический состав села:
| Национальность | Число жителей | Процентный состав |
| -------------- | ------------- | ----------------- |
| молдаване      | 197           | 100.0             |
| Всего          | 197           | 100%              |